# Багджилар-мейдан (станція метро)
41°02′05″ пн. ш. 28°51′23″ сх. д. / 41.034695867845° пн. ш. 28.856407176373° сх. д.
Багджила́р-Мейда́н (тур. Bağcılar Meydan) — станція лінії М1B Стамбульського метрополітену. Відкрита 14 червня 2013 у черзі Кіразли — Отогар з чотирьох нових станцій.
Конструкція станції — трипрогінна станція мілкого закладення з однією острівною патформою.
Розташована в районі майдану Багджилар.
Пересадки
- на трамвай Т1
- автобус: 36CY, 92, 92B, 92K, 92Ş, 97G, 98D, 98Y, HT1
- маршрутка: Топкапи — Отоджентер, Топкапи — Еврен-махаллесі, Бакиркьой — Коджасінан, Бакиркьой — Кемалпаша, Бакиркьой — Еврен-махаллесі, Бакиркьой — Барбарос, Бакиркьой — Істоч, Бакиркьой — Єнімахалле, Топкапи — Багджилар — Гіїмкент, Топкапи — Юз'їл, Топкапи — Ікітеллі, Топкапи — Істоч, Багджилар — Девлет, Хастанесі — Басін Тесіслері, Багджилар — Девлет, Хастанесі — Еврен-махаллесі, Багджилар — Девлет, Хастанесі — Істоч

| Попередня станція | Лінія | Лінія                           | Лінія | Наступна станція |
| ----------------- | ----- | ------------------------------- | ----- | ---------------- |
| Учюзлю до Єнікапи |       | M1 (Стамбульський метрополітен) |       | Кіразли кінцева  |